# Colrain (Massachusetts)
Colrain es un pueblo ubicado en el condado de Franklin en el estado estadounidense de Massachusetts. En el Censo de 2010 tenía una población de 1.671 habitantes y una densidad poblacional de 14,87 personas por km².

## Geografía
Colrain se encuentra ubicado en las coordenadas 42°41′41″N 72°42′40″O / 42.69472, -72.71111. Según la Oficina del Censo de los Estados Unidos, Colrain tiene una superficie total de 112.37 km², de la cual 111.72 km² corresponden a tierra firme y (0.59%) 0.66 km² es agua.

## Demografía
Según el censo de 2010, había 1.671 personas residiendo en Colrain. La densidad de población era de 14,87 hab./km². De los 1.671 habitantes, Colrain estaba compuesto por el 96.53% blancos, el 0.48% eran afroamericanos, el 0.06% eran amerindios, el 0.78% eran asiáticos, el 0% eran isleños del Pacífico, el 0.3% eran de otras razas y el 1.86% pertenecían a dos o más razas. Del total de la población el 0.78% eran hispanos o latinos de cualquier raza.